# Paul von Ragué Schleyer
Paul von Ragué Schleyer (Cleveland, 27 de fevereiro de 1930) é um químico estadunidense.

## Carreira
Uma pesquisa de 1997 indicou que o Dr. Schleyer era, na época, o terceiro químico mais citado do mundo, com mais de 1100 trabalhos técnicos produzidos. Ele foi Eugene Higgins Professor de Química na Universidade de Princeton, Professor e co-diretor do Instituto de Química Orgânica (Institut für organische Chemie) na Universidade de Erlangen-Nuremberg na Alemanha, e mais tarde Graham Perdue Professor de Química na Universidade da Geórgia em Atenas, Geórgia. Ele publicou doze livros nas áreas de química do lítio, teoria do orbital molecular ab initio e íons de carbono. Ele foi ex-presidente da Associação Mundial de Químicos de Orientação Teórica, membro da Academia Internacional de Ciência Molecular Quântica e editor-chefe da Enciclopédia de Química Computacional.